# Ouled Sidi Cheikh (dromadaire)
Pour les articles homonymes, voir Ouled Sidi Cheikh.
L'Ouled Sidi Cheikh est une race de dromadaire originaire de l'ouest de l'Algérie, principalement utilisé comme animal de selle et de bât.

## Présentation
L'Ouled Sidi Cheikh est un dromadaire de taille moyenne, originaire des hauts plateaux du grand Erg occidental, à l'ouest de l’Algérie. Son nom vient de la tribu du même nom. De couleur sombre, il mesure en moyenne 180 cm et est parfaitement adapté aux déplacements sur sable comme sur pierres. Il est surtout utilisé pour le transport, comme animal de selle et de bât,,.
Les animaux sont essentiellement élevés en utilisant le système extensif. La période de reproduction a lieu en fin d'année ; le mâle couvre les chamelles entre novembre et mars. La femelle aura un seul petit un an plus tard. Comme toutes les races de dromadaires, l'Ouled Sidi Cheikh peut également servir à la production de viande et de lait. Il peut fournir entre 2 000 et 3 500 litres sur une période de 305 jours,.
La population de cette race est en diminution. Elle est peu à peu remplacée par la Saharaoui, autre race algérienne issue d'un croisement entre un Ouled Sidi Cheikh et un Chaambi. Le Saharaoui est plus apprécié et recherché en tant que méhari.